# Livadna sasa
Livadna sasa (Kučika crnkasta; lat. Pulsatilla pratensis) je biljka iz porodice Ranunculaceae. To je zeljasta trajnica iz središnje i istočne Europe. Naraste do 50 cm visine. Stabljika joj je gusto prekrivena dlačicama, cvijet je viseći, tamnoljubičaste boje i zvonastog oblika. Mnogobrojni prašnici su žute boje okruženi sa šest tamnoljubičastih listića.
Livadna sasa cvate u travnju i svibnju. Plod je jednosjemeni oraščić. Postoje 4 podvrste

## Podvrste
1. Pulsatilla pratensis subsp. hungarica Soó
2. Pulsatilla pratensis subsp. nigricans (Störcke) Zämelis
3. Pulsatilla pratensis subsp. pratensis
4. Pulsatilla pratensis subsp. ucrainica (Ugr.) Grey-Wilson

## Vanjske poveznice
- Plants for a Future  Arhivirana inačica izvorne stranice od 29. travnja 2018. (Wayback Machine)